# Zhang Jinkang
Zhang Jinkang (chinesisch 张晋康, Pinyin Zhāng Jìnkāng, * 19. August 1986 in Peking) ist eine chinesische Badmintonspielerin.

## Karriere
Zhang Jinkang wurde bei der China Open Super Series 2008 Fünfte im Damendoppel mit Wang Siyun. 2009 erkämpften sich beide Platz fünf bei der Asienmeisterschaft. Bei den Philippines Open 2009 reichte es zu Platz zwei im Mixed.

## Sportliche Erfolge
| Saison | Veranstaltung      | Disziplin   | Platz | Partner/in  |
| ------ | ------------------ | ----------- | ----- | ----------- |
| 2008   | China Open         | Damendoppel | 5     | Wang Siyun  |
| 2009   | Philippines Open   | Mixed       | 2     | Chen Zhiben |
| 2009   | Asienmeisterschaft | Damendoppel | 5     | Wang Siyun  |
| 2009   | Asienmeisterschaft | Mixed       | 5     | Chen Zhiben |